# Beatrice Cenci

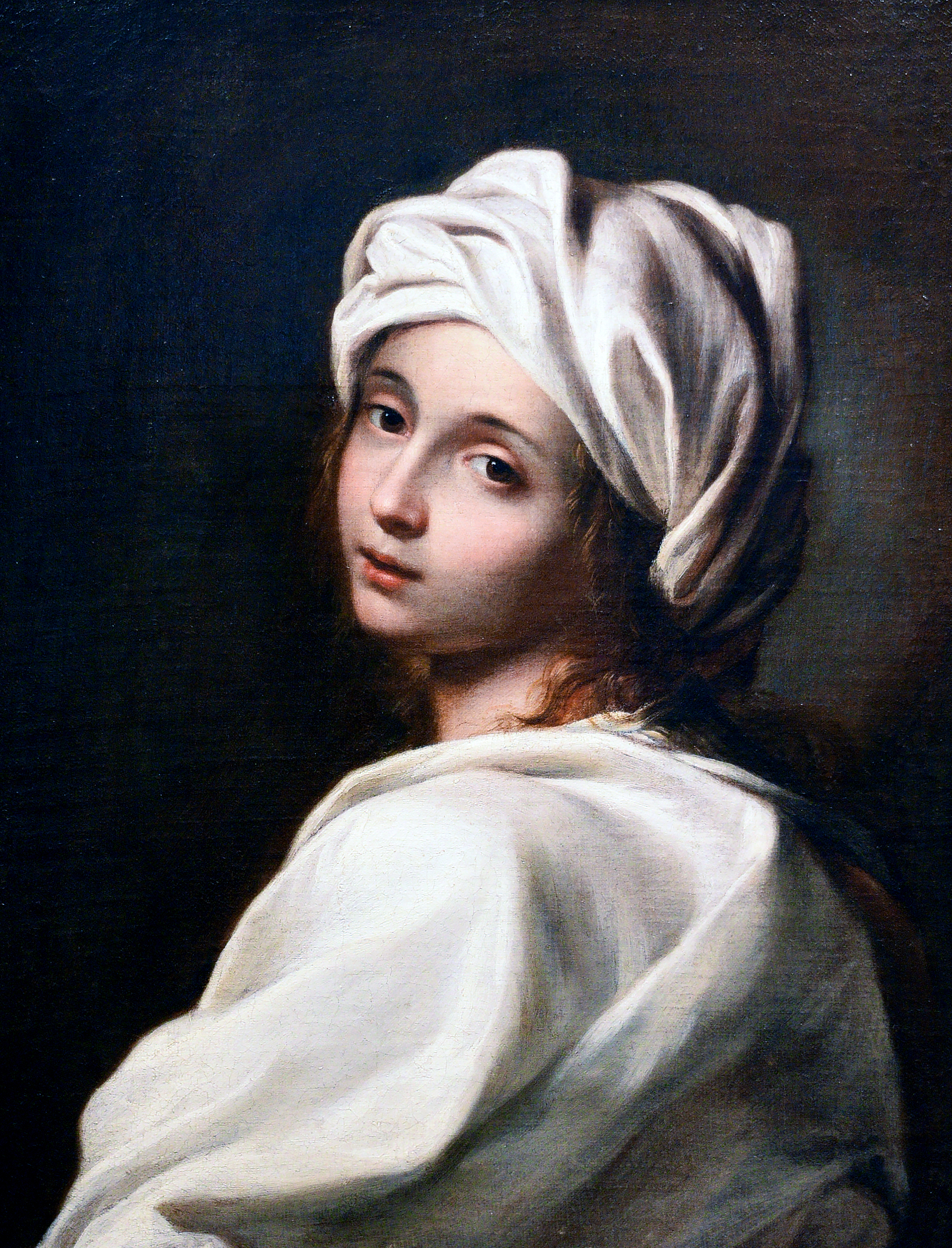
Angebliches Porträt von Beatrice Cenci (Elisabetta Sirani zugeschrieben)

Beatrice Cenci (* 6. Februar 1577 in Rom; † 11. September 1599 ebenda) war eine römische Patrizierin. Eine bis in die Gegenwart anhaltende Bekanntheit erlangte sie, weil sie im Alter von 22 Jahren wegen des von ihr angestifteten Mordes an ihrem Vater Francesco Cenci hingerichtet wurde.

## Herkunft
Beatrice stammte aus einem alten römischen Adelsgeschlecht, das im Mittelalter eine bedeutende Rolle gespielt hatte. Ihr Großvater Cristoforo Cenci († 1562) war Generalschatzmeister der Apostolischen Kammer gewesen und hatte seine Stellung in der päpstlichen Finanzverwaltung dazu genutzt, ein riesiges Vermögen anzuhäufen. Kurz vor seinem Tod heiratete er seine Mätresse Beatrice Arias, mit der er den Sohn Francesco (1549–1598) hatte.
Francesco erbte das Vermögen im Alter von zwölf Jahren. Die Erbschaft bestand aus über 420.000 Scudi sowie Landbesitz und Palazzi. Als Vierzehnjähriger wurde Francesco von seiner Mutter mit der gleichaltrigen Ersilia Santacroce verheiratet.
Francesco war schon als Zehnjähriger durch Gewalttätigkeit aufgefallen und deswegen angezeigt worden. 1566 wurde er wegen eines Angriffs auf seinen Vetter Cesare Cenci verurteilt, weitere Gerichtsverfahren wegen Gewalttätigkeiten verschiedener Art folgten. Francesco war bisexuell veranlagt und seit seiner Jugend für seine zahlreichen sexuellen Übergriffe bekannt, derentwegen er immer wieder angezeigt und wiederholt verhaftet wurde. In Schwierigkeiten brachten ihn vor allem seine homosexuellen Ausschweifungen, denn die Homosexualität, die als „Sodomie“ bezeichnet wurde, galt im Kirchenstaat als schweres Verbrechen. 1570 stand er erstmals wegen Sodomie vor Gericht. Die Geldstrafen, zu denen er verurteilt wurde, führten zu einer erheblichen Verringerung des Vermögens. Auf diesem Weg konnte die päpstliche Finanzverwaltung einen Teil des Geldes, das Francescos Vater unterschlagen hatte, zurückerlangen.
Mit seiner Frau Ersilia hatte Francesco zwölf Kinder, darunter die Töchter Antonina und Beatrice und die Söhne Bernardo, Paolo und Giacomo.

## Leben

### Kindheit
Beatrice Cenci wurde am 6. Februar 1577 im Palazzo von Monte dei Cenci geboren. Im April 1584 starb ihre Mutter. Im Juni brachte Francesco seine beiden Töchter Antonina und Beatrice ins Franziskanerinnen-Kloster Santa Croce a Montecitorio, wo damals vornehme Töchter erzogen wurden, bis sie das heiratsfähige Alter erreichten. Dort blieben die beiden acht Jahre.

### Rückkehr zum Vater
Im September 1592 kehrten Antonina und Beatrice zu ihrem Vater zurück, der kurz darauf, 1593, in zweiter Ehe die Witwe Lucrezia Petroni heiratete. Diese Ehe blieb kinderlos.
1594 wurde Francesco Cenci erneut wegen Sodomie angeklagt, konnte sich aber mit einem außerordentlich hohen Bußgeld von 100.000 Scudi freikaufen.
Im Januar 1595 wurde Antonina verheiratet; sie starb noch im selben Jahr bei der Geburt eines Kindes. Im April 1595 übersiedelte Francesco mit Lucrezia und Beatrice nach Petrella Salto in die Burg des Marzio Colonna in den Abruzzen. Dieses Gebiet gehörte damals zum Königreich Neapel.
1598 holte Francesco auch seine jüngeren Söhne Bernardo und Paolo nach Petrella, doch konnten die beiden schon bald entfliehen und nach Rom zurückkehren. Um zu verhindern, dass auch Lucrezia und Beatrice flohen, sperrte Francesco sie ein. Zwischen Vater und Tochter kam es zu wachsenden Spannungen. In einem Brief an ihren in Rom lebenden Bruder Giacomo bat Beatrice um Hilfe. Als dieser Brief in die Hände ihres Vaters gelangte, misshandelte er sie schwer.

### Der Mord
Schließlich beschloss Beatrice gemeinsam mit ihrer Stiefmutter Lucrezia und ihren Brüdern Giacomo und Bernardo, ihren Vater töten zu lassen. Aus den Quellen geht hervor, dass die faktische Gefangenschaft Beatrices in Petrella, schwere Misshandlungen durch ihren Vater und seine Weigerung, ihr eine Heirat zu ermöglichen, die Motive für die Tat waren. Zweifellos war Beatrice die treibende Kraft, ihre Entschlossenheit gab den Ausschlag, als die anderen zögerten. Giacomos Motiv war, dass er von Francesco enterbt worden war, nachdem er gegen den Willen des Vaters geheiratet hatte. Erst in der Endphase des Mordprozesses brachte Beatrices Anwalt Prospero Farinaccio zur Entlastung einen neuen Aspekt ins Spiel: die Behauptung, Francesco habe Beatrice vergewaltigt. Das Gericht hielt dies aber nicht für glaubwürdig, zumal Beatrice selbst keine solche Aussage gemacht hatte.
Zunächst war geplant, örtliche Banditen mit der Tat zu beauftragen, doch kam eine Einigung mit diesen nicht zustande. Auch Vergiftung scheiterte, da der misstrauische Francesco alle seine Speisen vorkosten ließ. Schließlich wurde beschlossen, ihn im Schlaf zu töten. Die Tat sollte von dem Kastellan Olimpio Calvetti und dem Hufschmied Marzio di Floriano Catalano ausgeführt werden. Dass Beatrice mit Olimpio ein Verhältnis hatte, ist den Quellen eindeutig zu entnehmen; für die Vermutung, sie sei von ihm schwanger gewesen und habe ein Kind geboren, das versteckt worden sei, gibt es aber keinen stichhaltigen Beleg. Wegen des Standesunterschieds war eine solche Beziehung nach damaligen Vorstellungen höchst skandalös.
Am 9. September 1598 wurde der Mord ausgeführt. Giacomo, der sich weiterhin in Rom aufhielt, hatte Opium beschafft, das in ein Getränk Francescos gemischt wurde. Damit wurde dieser zunächst betäubt, doch wachte er auf, als die Mörder kamen. Olimpio führte mit Hammerschlägen den Tod herbei.
Um den Mord zu vertuschen, versuchten die Tatbeteiligten einen Unfall vorzutäuschen. Sie warfen die Leiche von einem Balkon hinunter und behaupteten, er sei hinabgestürzt. Die Leiche wurde gefunden und in aller Eile in der benachbarten Kirche Santa Maria begraben. Die Spuren der Tat wurden nur sehr unzulänglich verwischt. Die Familie nahm nicht am Begräbnis teil. Sie verließ schon am 13. September die Burg und begab sich nach Rom.

### Verurteilung und Hinrichtung
Wegen einer Reihe von Ungereimtheiten kam in der örtlichen Bevölkerung bald der Verdacht auf, dass es sich um einen Mord handelte. Es wurden Untersuchungen eingeleitet, und der Verdacht bestätigte sich. Olimpio Calvetti konnte zunächst fliehen, aber ein einflussreicher Freund der Familie Cenci, Mario Guerra, ließ ihn töten, um zu verhindern, dass er die Familie belaste.
Die Cencis und Marzio wurden verhaftet. Anfänglich leugneten alle die Tat. Nach damaligem Recht war ein Indizienbeweis nicht zulässig; für eine Verurteilung war ein Geständnis erforderlich, das nötigenfalls durch Folter erzwungen wurde. Da die Cencis Adlige waren, wurde zunächst nur Marzio gefoltert. Er gestand die Tat. Als die Cencis weiterhin leugneten, wurden auch sie gefoltert, wofür wegen ihres Standes eine Sondergenehmigung (Motu proprio) des Papstes erforderlich war. Einer nach dem anderen gestand. Zuletzt kam Beatrice, die selbstbewusst auftrat und immer noch hartnäckig leugnete, unter die Folter. Nach kurzer Folterung legte auch sie ein Geständnis ab.
Obwohl die Cencis die Sympathien der Bevölkerung auf ihrer Seite hatten, wurden Giacomo, Beatrice und Lucrezia zum Tode verurteilt. Papst Clemens VIII. lehnte eine Begnadigung ab, obwohl sich zahlreiche teils hochgestellte Persönlichkeiten dafür eingesetzt hatten. Der erst achtzehnjährige Bernardo wurde wegen seiner Jugend und geringeren Schuld nicht zum Tod verurteilt, sondern zu einer lebenslangen Galeerenstrafe.
Am 11. September 1599 wurden die Verurteilten in Rom öffentlich hingerichtet. Beatrice und Lucrezia wurden auf dem Platz der Engelsburg enthauptet, Giacomo durch die Mazzolata hingerichtet, das heißt, mit glühenden Zangen gequält, dann mit einem Hammer erschlagen und gevierteilt. Viele Zuschauer füllten den Platz.
Wie Beatrice es gewünscht hatte, wurde ihr Leichnam vor dem Hauptaltar von San Pietro in Montorio unter einem Stein ohne Namen (wie bei Hingerichteten üblich) bestattet.

### Folgen
Die Güter der Familie wurden von der Apostolischen Kammer eingezogen. Einen besonders wertvollen Teil des Grundbesitzes erwarb ein Neffe von Papst Clemens, Giovan Francesco Kardinal Aldobrandini, zu einem auffallend günstigen Preis, was in der Bevölkerung weiteren Unmut auslöste. Bernardo wurde nach dem Tod Papst Clemens’ VIII. 1606 von dessen Nachfolger Paul V., der sich der anhaltenden Beliebtheit der Cencis in der römischen Bevölkerung bewusst war, begnadigt. 1798, zur Zeit der französischen Besetzung, wurde Beatrices Grab von Soldaten geschändet; ihre Gebeine wurden entfernt und sind seither verschollen.

## Rezeption

### Erinnerung
In der römischen Bevölkerung war und blieb Beatrice auch nach ihrem Tod außerordentlich populär. Ihre Tat galt als berechtigte Notwehr und ihre Hinrichtung beschädigte das Ansehen des Papstes schwer.
1999 ließ die Stadt Rom anlässlich des 400. Todestags am Ort des einstigen Gefängnisses von Corte Savella an der Via di Monserrato, wo Beatrice bis zur Hinrichtung inhaftiert war, eine Gedenktafel anbringen, auf der sie als „beispielhaftes Opfer einer ungerechten Justiz“ bezeichnet wird.

### Bildende Kunst

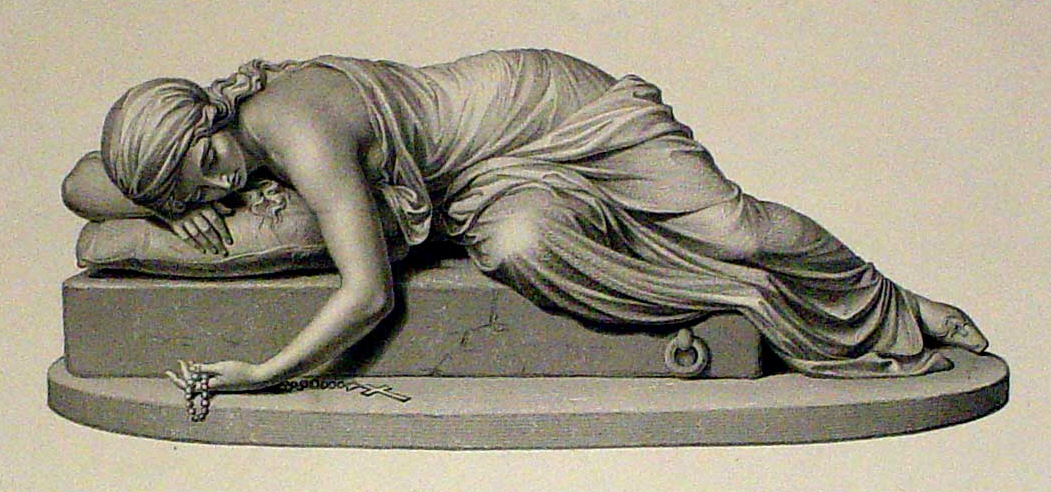
Beatrice Cenci, Skulptur von Harriet Hosmer, 1857

Ein authentisches Bild von Beatrice ist nicht bekannt. Berühmt ist ihr angebliches Porträt, das Guido Reni gemalt haben soll. Ob das Bild tatsächlich von diesem Künstler stammt, ist unklar. Sicher ist nur, dass Reni Beatrice nicht porträtiert haben kann, da er erst drei Jahre nach ihrem Tod nach Rom kam.
Das durch das Gemälde Raffaels überlieferte Bildnis der Cenci fand im 19. Jahrhundert rasch weite Verbreitung in den verschiedenen Medien, in der Reproduktionsgraphik ebenso wie in der Skulptur (vgl. die Skulptur von Harriet Hosmer, ein Exemplar in der Art Gallery of New South Wales) oder auch im Medium des Schmucks.

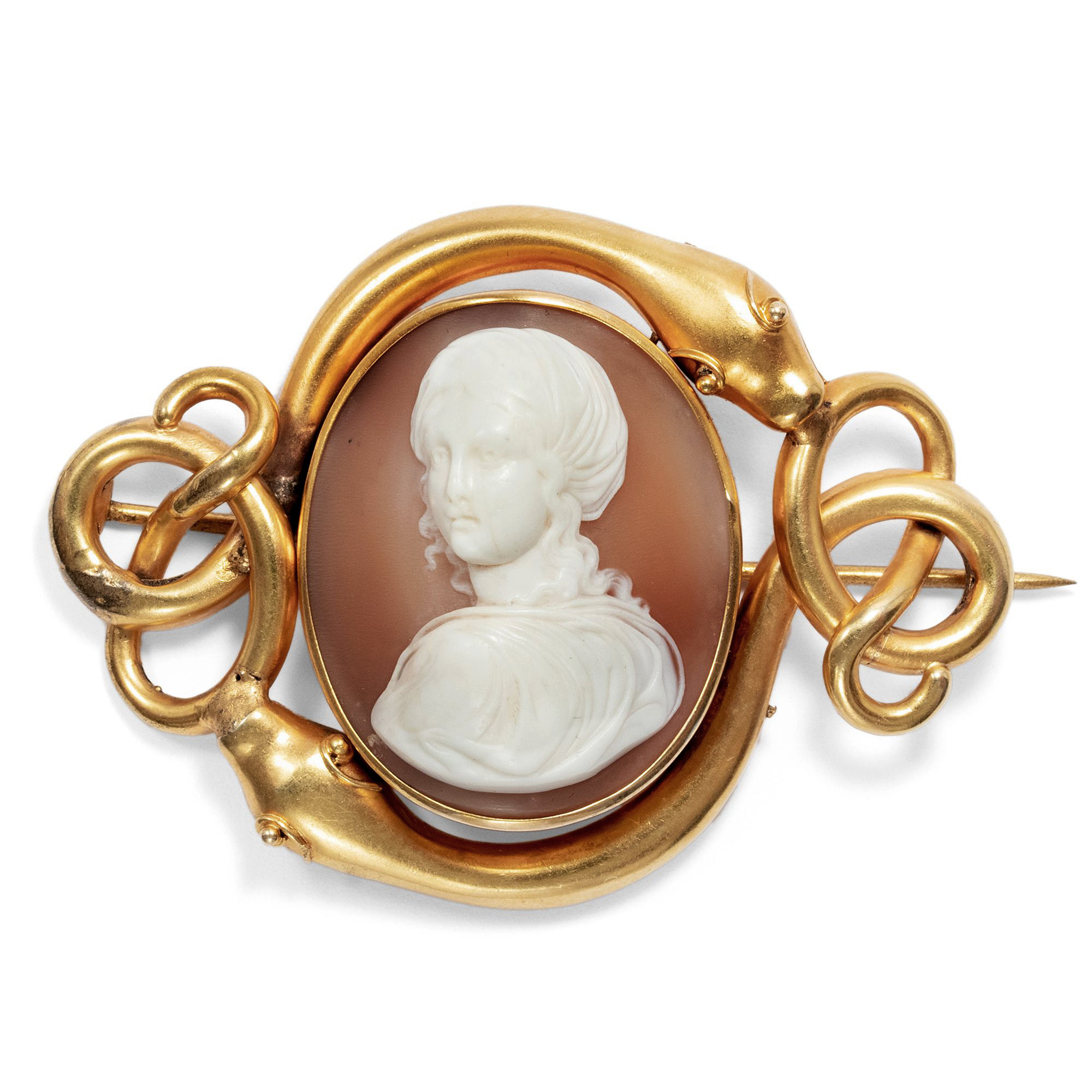
Brosche aus Gold mit einer Muschelgemme mit dem Porträt der Cenci, um 1850

### Belletristik
In der Moderne wurde der Stoff oft literarisch verarbeitet. Der englische Dichter Percy Bysshe Shelley schrieb 1819 das Versdrama The Cenci, wobei er das Inzestmotiv in den Vordergrund stellte. Weitere Tragödien verfassten Astolphe de Custine, Juliusz Słowacki, Antonin Artaud und Alberto Moravia. Stendhal schrieb die Erzählung Les Cenci. Alexandre Dumas beschrieb den Fall 1840.
Alfred Nobel verfasste unter dem Titel Nemesis eine Tragödie in vier Akten über Beatrice Cenci als Theaterstück in Anlehnung an Shelleys Versdrama. Das Werk wurde gedruckt, als Nobel bereits im Sterben lag, jedoch nach seinem Tod bis auf drei Exemplare vernichtet, da es als skandalös und blasphemisch empfunden wurde. Erst 2003 wurde das Buch in einer zweisprachigen Ausgabe auf Schwedisch und Esperanto veröffentlicht.
1926 schrieb Stefan Zweig mit Legende und Wahrheit der Beatrice Cenci eine seiner historischen Miniaturen.
In seinem Drama Beatrice Chancy (1999) verlegte George Elliott Clarke die Handlung ins Milieu schwarzer Sklaven auf dem nordamerikanischen Kontinent.

### Oper, Musik und Tanz
Das Schicksal Beatrices wurde in mehreren Opern dargestellt, u. a. im 19. Jahrhundert von Giuseppe Rota (1862). Im 20. Jahrhundert folgten u. a. Ludomir Różycki (Beatrix Cenci, 1927/1936), Berthold Goldschmidt (Beatrice Cenci, 1949–50, UA 1988 konzertant, 1994 szenisch), Havergal Brian (The Cenci, 1951–52), Alberto Ginastera (Beatrix Cenci, 1971) und Giorgio Battistelli (The Cenci, 1997).
Außerdem gibt es ein Ballett von Gerhard Bohner (Die Folterungen der Beatrice Cenci zu Musik von Gerald Humel, 1971).

### Filme
Der Stoff wurde mehrfach verfilmt, so 1909 im Stummfilm Beatrice Cenci von Mario Caserini, 1926 von Baldassarre Negroni im Stummfilm Vater, ich klage dich an!, 1941 von Guido Brignone in Mordsache Cenci und 1956 von Riccardo Freda in Ein zarter Hals für den Henker.
1969 drehte der italienische Regisseur Lucio Fulci den Kinofilm Beatrice Cenci, der in Deutschland unter dem Titel Die Nackte und der Kardinal gezeigt wurde. Der Film ist historisch relativ genau, geriet aber wegen seiner drastischen Brutalität in die Kritik.
In David Lynchs Mulholland Drive aus dem Jahr 2001 hängt das Bildnis der Beatrice Cenci exponiert in Tante Ruths Appartement und ist mehrfach zu sehen. Da die entsprechenden Szenen nach verbreiteter Interpretation eine Traumsequenz der Protagonistin Betty/Diane sind, kann dieser Umstand als Hinweis auf inzestuösen Missbrauch in der Kindheit oder Jugend gelesen werden, und gleichzeitig als Schuldeingeständnis für ein Mordkomplott. Auch die in Tante Ruths Apartment eingeübte Szene für das Vorsprechen lässt eine Missbrauchs-Situation erahnen.